# 都築香弥子
都築 香弥子（つづき かやこ、1963年1月25日 - ）は、日本の女優、声優。

## 来歴
愛知県豊田市出身。金城学院大学文学部国文科卒業。
劇団文学座（1986年 - 2006年）、劇団四季（2006年 - 2010年）を経てオフィス・ミヤモトに所属していた。オフィス・ミヤモトを退所した後は個人事務所を設立し、フリーで活動している。
また、1999年から舞夢プロ専任講師、2014年から山梨県立高等学校演劇部夏期講習講師、2019年からは東京大学教育学部附属中等教育学校表現クラス演技講師を勤めている。
文学座の座員時代には香月 弥生（かづき やよい）名義で活動していたが、劇団四季への所属とともに本名と同じにした。

## 人物
趣味・特技はピアノ、ヨガ、ガーデニング。資格・免許は普通自動車運転免許。

## 出演作品

### テレビドラマ
- 大都会25時
- 恋愛小説のように - 洋子 役

### 映画
- 鼓動（2012年） - 遠藤 役
- カンカン SUN（2016年） - 恵美子 役

### 舞台
- 桃香春
- ペンテコスト - ガブリエラ・ペックス 役
- カッコーの巣の上で
- ファニー・マネー
- KITCHIN（演出：蜷川幸雄）
- クーランガッタ・スクランブル
- アラビアンナイト
- イーハトーボの劇列車
- グリークス
- 三人姉妹
- ブラックコメディ
- ペリクリーズ
- 夏の夜の夢
- 鹿鳴館 - 草乃 役
- ユタと不思議な仲間たち - クルミ先生 役
- この生命誰のもの - 北原真弓 役
- オンディーヌ - 皿洗いの娘 役
- 赤毛のアン - リンド夫人 役
- 春のめざめ - 大人の女性 役
- ミュージカル南十字星 - 原田春子 役
- トロイ戦争は起こらないだろう - カッサンドル 役
- 雨の夏、三十人のジュリエットが還ってきた[4]

### テレビアニメ
- HARELUYA II BØY（1997年、実相寺あき子）
- AWOL -Absent Without Leave-（1998年、レイチェル・ハースト）
- デビルマンレディー（1998年、小暮泉）
- 週刊ストーリーランド（2000年、村田美穂）
- 名探偵コナン（2001年、黒江奈緒子）
- ギブリーズ（2002年、みきちゃん）
- 攻殻機動隊 STAND ALONE COMPLEX（2002年、ザイツェフの妻）

### 劇場アニメ
- もののけ姫（1997年、キヨ）
- 猫の恩返し（2002年）
- ハウルの動く城（2004年、レティー）

### ラジオドラマ
- 夢源氏剣祭文（1998年、茨木の母）

### 吹き替え

#### 映画
- GO!GO!ガジェット（ブレンダ）
- バイパー2（レイチェル・ダベンポート）
- 悪いことしましョ!（アリソン・ガードナー、ニコール・デラロッソ〈フランセス・オコナー〉）

#### ドラマ
- ドクトル・ジバゴ（トーニャ・グロムイコ〈ジェラルディン・チャップリン〉）※ソフト版
- ふたりはふたご（ナンシー・カールソン）
- ミディアム7 最終章（エレーナ・ハリス）
- レリックハンター〜秘宝を探せ〜

#### アニメ
- キリクと魔女